# Elmore (Minnesota)
Elmore – miasto w Stanach Zjednoczonych, w stanie Minnesota, w hrabstwie Faribault.